# Latineosus colombianus
Latineosus colombianus är en dagsländeart som först beskrevs av Tomáš Soldán 1986.  Latineosus colombianus ingår i släktet Latineosus och familjen slamdagsländor. Inga underarter finns listade i Catalogue of Life.